# فيلقية غورمانية
فيلقية غورمانية (الاسم العلمي: Legionella gormanii) هي نوع من البكتيريا يتبع جنس الفيلقية من الفصيلة الفيالقية.	تم عزلها من عينات تربة من ضفة الخور في أتلانتا ومن عينة القصبة الهوائية لمريض يعاني من الالتهاب الرئوي. بكتيريا الفيلقية الغورمانية يمكن أن تسبب الالتهاب الرئوي اللانمطي جنبا إلى جنب مع بكتيريا الفيلقية المستروحة.